# S.H.E

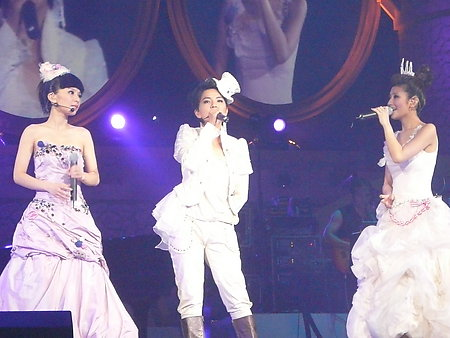
S.H.E (2006/2007)

S.H.E är en taiwanesisk tjejgrupp med medlemmarna Selina Jen, Hebe Tian och Ella Chen. Första bokstaven i deras förnamn bildar S.H.E, det är så namnet kom till. Gruppens album produceras under HIM International Music.
Sedan deras första album  Girls Dorm (2001) så har S.H.E spelat in 12 album och sålt över 10 miljoner skivor.

## Diskografi

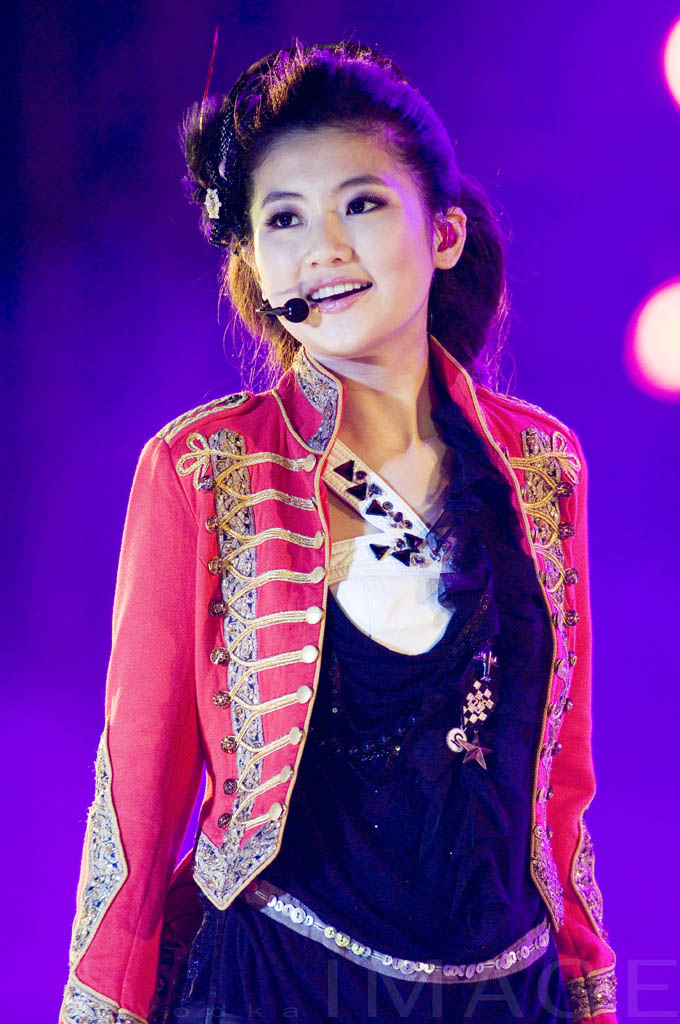
Selina Jen
任家萱 (Rén Jiāxuān)

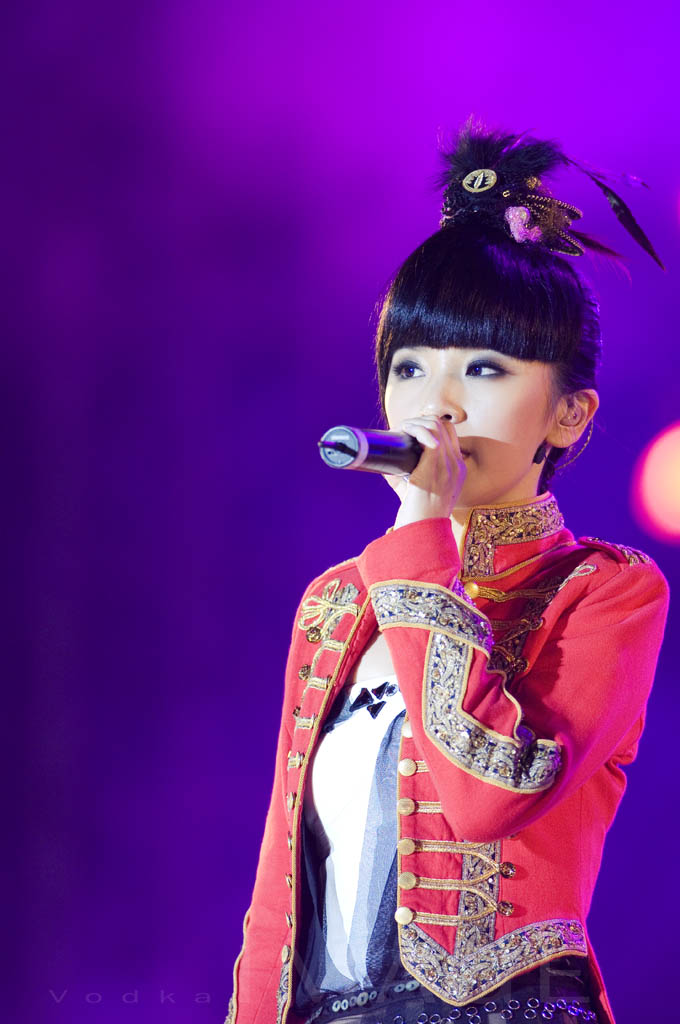
Hebe Tien
田馥甄 (Tián Fùzhēn)

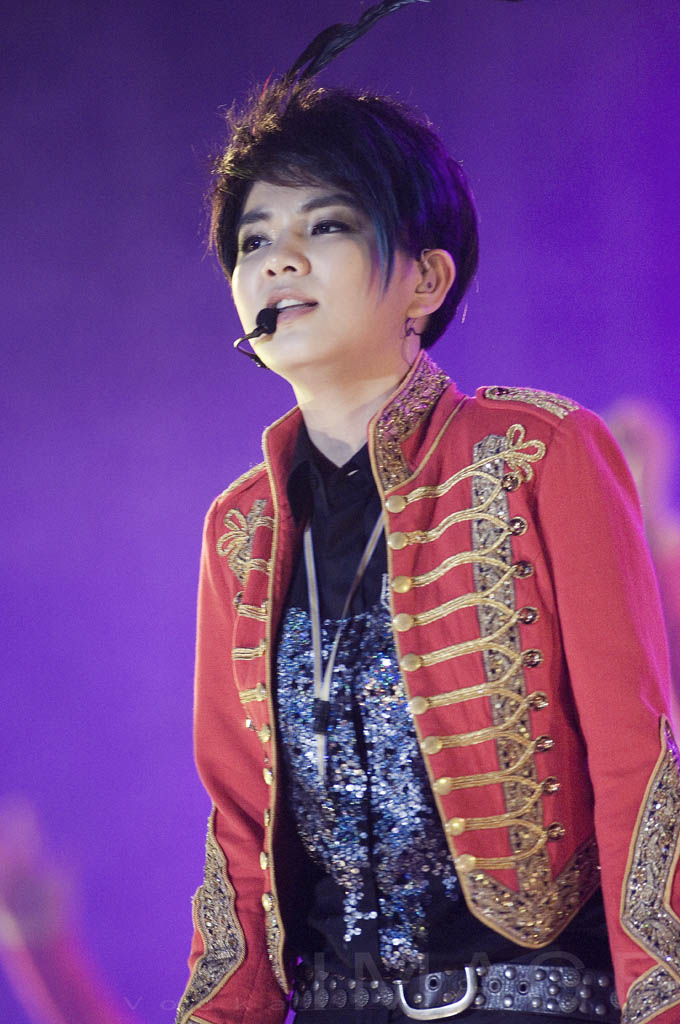
Ella Chen
陳嘉樺 (Chén Jiāhuà)

### Studioalbum
| Nr | Album                        | Släppdatum        | Språk              | Skivbolag               | Försäljningsnivå | Sålda skivor                        | Årlig slutplacering - Taiwan |
| -- | ---------------------------- | ----------------- | ------------------ | ----------------------- | ---------------- | ----------------------------------- | ---------------------------- |
| 1  | Girl's Dorm (女生宿舍)       | 11 september 2001 | Mandarin, engelska | HIM International Music |                  | 160 000 (Taiwan)                    | 16                           |
| 2  | Youth Society (青春株式會社) | 29 januari 2002   | Mandarin, engelska | HIM International Music | TWN:Platinum     | 250 000 (Taiwan)                    | 4                            |
| 3  | Genesis (美麗新世界)         | 5 augusti 2002    | Mandarin, engelska | HIM International Music | TWN:Platinum     | 300 000 (Taiwan), 1 760 000 (Asien) | 8                            |
| 4  | Super Star                   | 22 augusti 2003   | Mandarin           | HIM International Music | MAY:6x Platinum  | 320 000 (Taiwan), 2 750 000 (Asien) | 3                            |
| 5  | Magical Journey (奇幻旅程)   | 6 februari 2004   | Mandarin           | HIM International Music |                  | 1 530 000 (Asien)                   | 3                            |
| 6  | Encore (安可)                | 12 november 2004  | Mandarin           | HIM International Music | HK:Gold          | 2 000 000 (Asien)                   | 6                            |
| 7  | Once Upon a Time (不想長大)  | 25 november 2005  | Mandarin           | HIM International Music |                  | 1 000 000 (Asien)                   | 5                            |
| 8  | Play                         | 11 maj 2007       | Mandarin           | HIM International Music |                  | 150 000 (Taiwan), 500 000 (Asien)   | 5                            |
| 9  | FM S.H.E (我的電台 FM S.H.E) | 23 september 2008 | Mandarin           | HIM International Music | HK:Gold          | 90 000(Taiwan)                      | 3                            |
| 10 | SHERO                        | 26 mars 2010      | Mandarin           | HIM International Music |                  | 65 000(Taiwan)                      | 3                            |
| 11 | Blossomy (花又開好了)        | 16 november 2012  | Mandarin           | HIM International Music |                  |                                     |                              |

### Digitalt album
| Album                  | Släppdatum   | Språk    | Skivbolag               |
| ---------------------- | ------------ | -------- | ----------------------- |
| Map of Love (愛的地圖) | 22 juni 2009 | Mandarin | HIM International Music |

### Livealbum
| Album                                                      | CD släpp         | DVD släpp       | Språk                  | Skivbolag               |
| ---------------------------------------------------------- | ---------------- | --------------- | ---------------------- | ----------------------- |
| Fantasy Land Tour 2004 in Taipei (奇幻樂園台北演唱會)      | 14 januari 2005  | 28 januari 2005 | Mandarin               | HIM International Music |
| Perfect 3 World Tour Live @ Hong Kong (移動城堡香港演唱會) | 22 december 2006 | 26 januari 2007 | Mandarin, kantonesiska | HIM International Music |
| S.H.E Is The One Tour Live (S.H.E 愛而為一演唱會影音館)    |                  | 4 mars 2011     | Mandarin               | HIM International Music |

## Fotnoter
1. 1 2 3  Detta album har en sång som helt sjungs på engelska. Girls Dorm: "H.B.O"; Youth Society: "I've Never Been To Me"; Genesis: "Woman In Love"
2. ↑  Även om majoriteten av konserten sjöngs på mandarin, så fanns det delar då även kantonesiska sjöngs och talades.